# Iluocoetes
Iluocoetes es un género de peces de la familia Zoarcidae en el orden de los Perciformes.

## Especies
- - Iluocoetes elongatus   Smitt, 1898.[1]
  - Iluocoetes fimbriatus  Jenyns, 1842.[2]